# Wolframsdorf (Adelsgeschlecht)

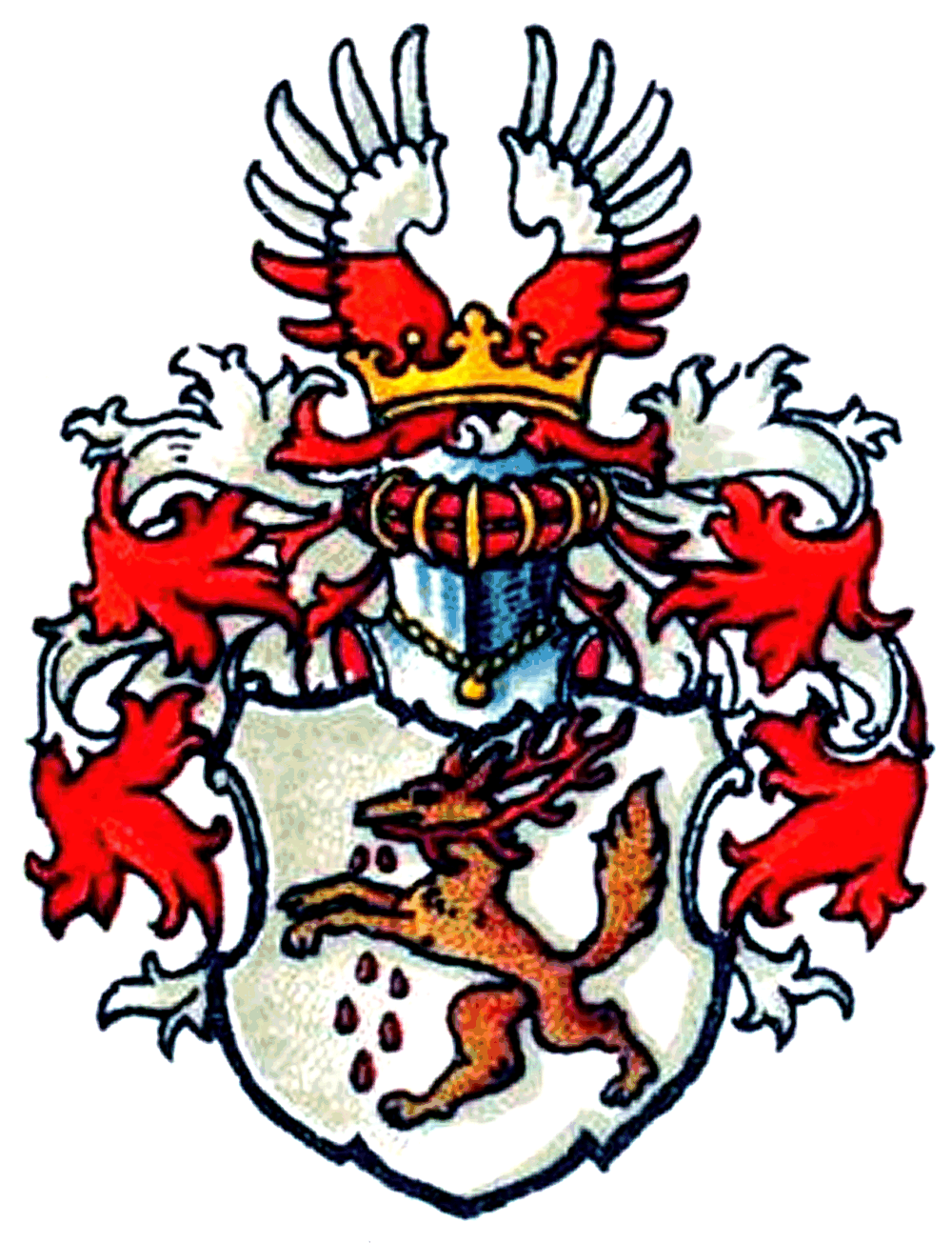
Wappen derer von Wolframsdorf

Wolframsdorf oder Wolfframsdorf ist der Name eines alten vogtländisch-meißnischen und thüringischen Adelsgeschlechtes mit dem Stammhaus Teichwolframsdorf am Krebsbach bei Greiz.

## Geschichte
907 erscheinen ein Hermann und 934 ein Heintzen von Wolframsdorf. Ob diese zu den Vorfahren des ritterlichen, später auch freiherrlichen und gräflichen Uradelsgeschlechts gehören, das erstmals urkundlich am 29. Dezember 1278 in Weida mit dem Ritter Luppoldus de Wolframsdorf erscheint, ist unklar. Die ununterbrochene Stammreihe beginnt Georg von Wolframsdorff, urkundlich 1423, Herr auf Peritz, Zoppoten und Neumark.
In der St.-Urban-Kirche Meißen-Cölln befindet sich an der Nordseite im Kirchenschiff eine Erinnerungstafel der Familie aus 1770, ausgeführt in Metall.

## Wappen
Das Stammwappen zeigt in Silber einen schwarzen (oder natürlichen) aufspringenden Wolf, ein am Grind blutendes Hirschgeweih im Fang tragend. Auf dem Helm mit rot-silbernen Decken ein offener Flug, der linke Flügel von Silber und Rot schräglinks, der andere schrägrechts geteilt.

Wappen in Siebmachers Wappenbuch, 1605
Wappen auf einem Epitaph in der Wenzelskirche von Naumburg (Saale)
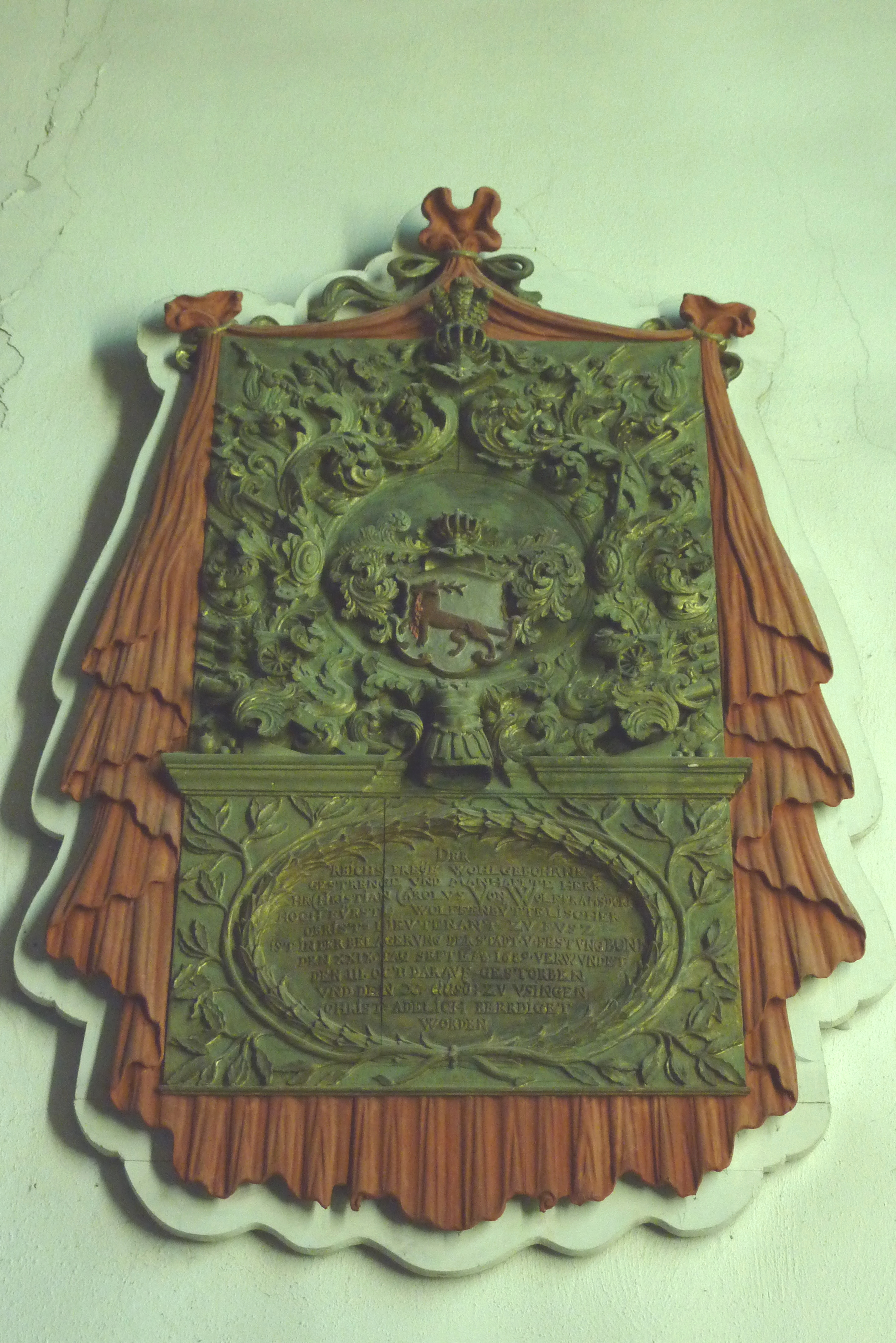
Epitaph des Christian Carl († 1689 nach seiner Verwundung), St. Laurentius Usingen

## Persönlichkeiten
- Hans von Wolframsdorf, 1413 und um 1430 hohenzollerscher Amtmann von Thierstein[5]
- Wolf Ernst von Wolframsdorf (1552–1624), sächsischer Hofmarschall und Oberstallmeister
- Hermann von Wolfframsdorff (1630–1703), sächsischer Hofbeamter und Oberhofmarschall
- Georg Dietrich von Wolfframsdorff (1643–1696), sächsischer Jurist und Hofbeamter
- Heinrich Christoph von Wolframsdorf (1646–1689), Fürstpropst der Fürstpropstei Ellwangen
- Adam Heinrich von Wolfframsdorff (1722–1799), preußischer Generalleutnant sowie Gouverneur von Mainz
- Otto von Wolframsdorf (1803–1849), königlich sächsischer Hofbaumeister

## Withego II. Hildbrandi
Wittich von Wolframsdorf ist bis in die moderne Literatur die fälschliche Bezeichnung für Withego II. Hildbrandi, 1372 Bischofelekt von Würzburg und anschließend Bischof von Naumburg von 1372 bis 1381. Die Bezeichnung geht zurück auf den Geschichtsfälscher Johann Georg Rauhe.